# Оризари (дем Воден)
Вижте пояснителната страница за други значения на Оризари.
Оризари (на гръцки: Ριζάρι, Ризари, катаревуса: Ριζάριον, Ризарион) е село в Република Гърция, в дем Воден (Едеса), област Централна Македония.

## География
Селото се намира на около 7 km югоизточно от град Воден (Едеса), на 80 m надморска височина на река Вода (Едесеос) в северната част на областта Сланица.

## История

### В Османската империя
В края на XIX век Оризари е чисто българско село във Воденска каза на Османската империя. В „Етнография на вилаетите Адрианопол, Монастир и Салоника“, издадена в Константинопол в 1878 година и отразяваща статистиката на населението от 1873 година, Оризаре (Orizaré) е посочено като село във Воденска каза с 35 къщи и 160 жители българи. Според статистиката на Васил Кънчов („Македония. Етнография и статистика“) в 1900 година в Оризари живеят 210 жители българи.
Цялото население на селото е под върховенството на Цариградската патриаршия. По данни на секретаря на Българската екзархия Димитър Мишев („La Macédoine et sa Population Chrétienne“) в 1905 година в Оризари (Orizari) има 128 българи патриаршисти гъркомани и работи гръцко училище.
През септември 1910 година селото пострадва по време на обезоръжителната акция на младотурците. От селяните са събрани 8 пушки „Гра“, шестима души са арестувани и отведени във Въртокоп, а на българската учителка ѝ е забранено да преподава, ако не получава заплатата си от държавата.

### В Гърция
През Балканската война в селото влизат гръцки войски, които извършват грабежи на имущество и други издевателства над местните жители. След Междусъюзническата война в 1913 година Оризари остава в Гърция.
Боривое Милоевич пише в 1921 година („Южна Македония“), че Оризари има 20 къщи славяни християни и 5 къщи цигани християни.
В 1924 година в селото са настанени 172 гърци бежанци от Понт и Кавказ. В 1928 година Оризарион е представено като смесено местно-бежанско с 59 бежански семейства и 247 души бежанци. В 1940 година от 753 жители 253 са местни и 500 бежанци.
Селото пострадва през Втората световна война. В него е формирана чета на българската паравоенна организация Охрана и е установена българска общинска власт. Оризари пострадва и в Гражданската война.
Тъй като землището на селото се напоява добре, селото е много богато. Произвежда много овошки - праскови, ябълки и круши.
| Име          | Име            | Ново име       | Ново име       | Описание                                         |
| ------------ | -------------- | -------------- | -------------- | ------------------------------------------------ |
| Кюнги        | Κιούγκι        | Ливадаки       | Λειβαδάκι      | местност на ЮИ от Оризари по десния бряг на Вода |
| Коджа къшла  | Κοτζά Κισλά    | Мегали Периохи | Μεγάλη Περιοχή | местност на СИ от Оризари на река Самар          |
| Самар        | Σιαμάρ         | Самари         | Σαμάρι         | река на СИ от Оризари, ляв приток на Вода        |
| Дулева чешма | Ντουλέβα Κεσμά | Мегали Вриси   | Μεγάλη Βρύση   | река на С от Оризари, ляв приток на Вода         |

| Година    | 1913 | 1920 | 1928 | 1940 | 1951 | 1961 | 1971 | 1981 | 1991 | 2001 | 2011 | 2021 |
| --------- | ---- | ---- | ---- | ---- | ---- | ---- | ---- | ---- | ---- | ---- | ---- | ---- |
| Население | 148  | 257  | 429  | 753  | 842  | 973  | 1000 | 1150 | 1212 | 1129 | 1132 | 896  |

## Личности
Родени в Оризари
- Мариета Хрусала (р. 1983), гръцки модел и телевизионна водеща